# Live at Berkeley
Live at Berkeley è un album live del gruppo musicale The Jimi Hendrix Experience pubblicato postumo il 16 settembre 2003.
Il disco documenta il secondo concerto del gruppo tenutosi al Berkeley Community Theatre il 30 maggio 1970.

## Il disco
Dopo lo scioglimento della Band of Gypsys, il manager di Jimi, Michael Jeffery, volle far riunire gli Experience originali. Annunciò quindi alla stampa che Jimi Hendrix, Noel Redding e Mitch Mitchell sarebbero tornati a suonare insieme, e fissò anche un'intervista con il mensile Rolling Stone il 19 marzo 1970 per ufficializzare il tutto. Però, solo due settimane dopo, Jimi decise che non avrebbe più voluto suonare con Noel Redding. Così, insieme a Mitch Mitchell e al nuovo bassista Billy Cox, Hendrix diede vita ai "nuovi Jimi Hendrix Experience", conosciuti anche con il nome "The Cry of Love", e in questo particolare concerto il trio incluse in scaletta delle versioni embrionali di due brani musicali che sarebbero poi diventati Straight Ahead e Hey Baby (New Rising Sun), canzoni che progettava di inserire nel suo prossimo album ufficialmente mai completato.

## Tracce
Tutti i brani sono opera di Jimi Hendrix, eccetto dove indicato.
1. Introduction - 1:47
2. Pass It On (Straight Ahead) - 6:58
3. Hey Baby (New Rising Sun) - 6:07
4. Lover Man - 2:59
5. Stone Free - 4:08
6. Hey Joe (Billy Roberts) - 4:49
7. I Don't Live Today - 5:26
8. Machine Gun - 11:22
9. Foxy Lady - 6:30
10. The Star Spangled Banner (Francis Scott Key, John Stafford Smith) - 2:45
11. Purple Haze - 3:48
12. Voodoo Child (Slight Return) - 10:49

## Scaletta integrale dei brani eseguiti (1° Show)
Alcuni di questi brani, non inclusi nella versione del disco preso in esame, sono stati pubblicati singolarmente o su altri dischi, inclusa Johnny B. Goode inserite sull'album postumo Hendrix in the West, o come Hear My Train A Comin' pubblicata in Rainbow Bridge e su Blues. La versione completa del concerto non è stata ancora pubblicata ufficialmente su CD.
1. Introduction/Tuning - 1:01
2. Fire - 4:08
3. Johnny B. Goode -  4:52
4. Hear My Train A Comin' - 11:28
5. Foxy Lady - 4:48
6. Machine Gun - 10:56
7. Freedom - 5:00
8. Tuning/Red House - 8:43
9. Message Of Love - 5:25
10. Ezy Rider - 7:56
11. The Star Spangled Banner - 2:18
12. Purple Haze - 3:46
13. Voodoo Child (Slight Return) - 12:26

## Formazione
- Jimi Hendrix - chitarra solista e ritmica, voce
- Mitch Mitchell - batteria e percussioni
- Billy Cox - basso